# ジャスパー国立公園

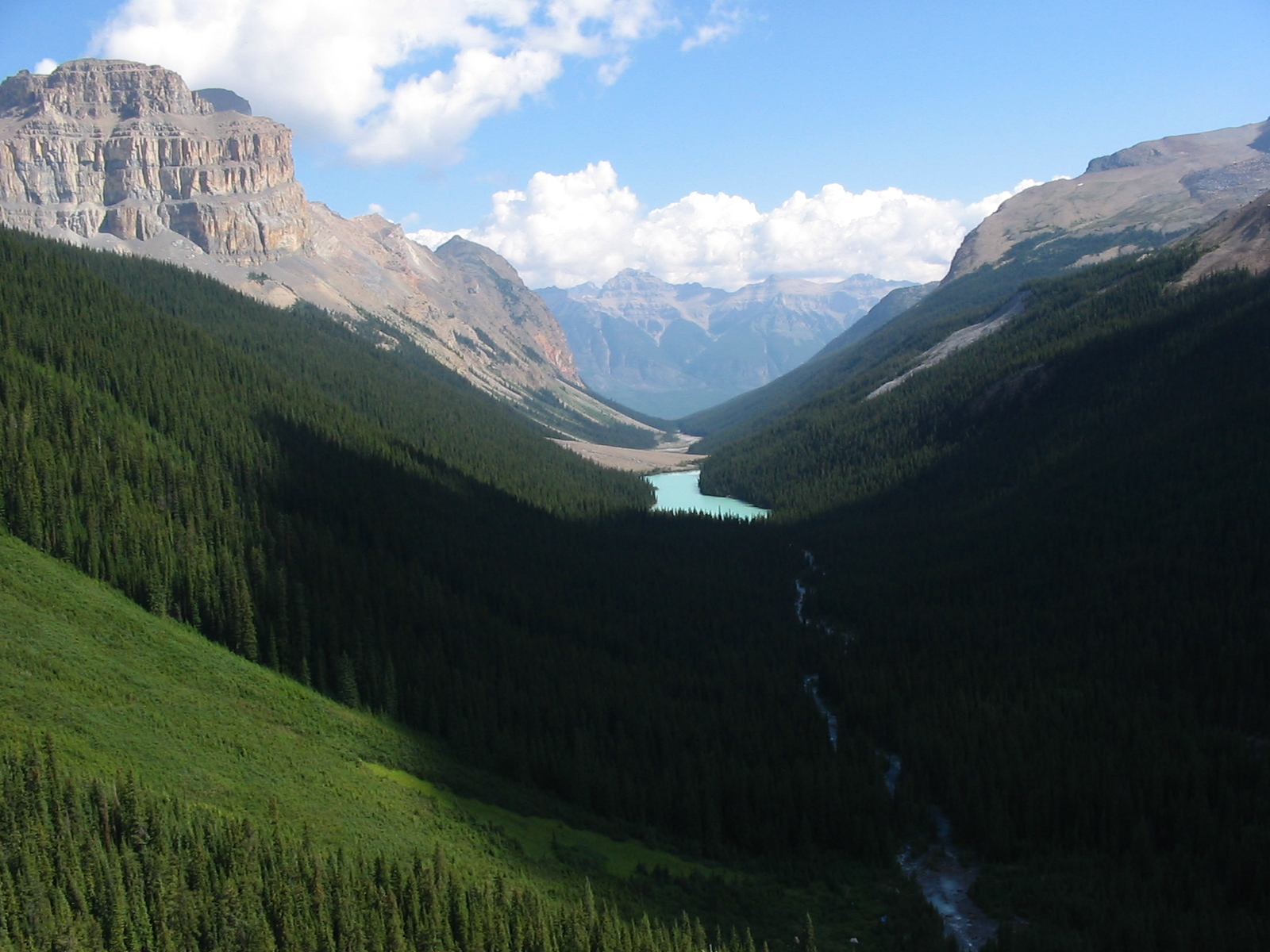
ジャスパー国立公園。フライアット・バレーからの眺め

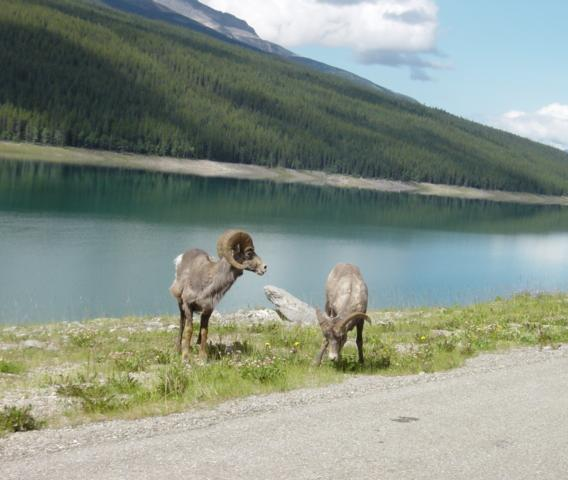
ビッグホーン。メディスン湖にて

ジャスパー国立公園（ジャスパーこくりつこうえん、英語: Jasper National Park）はカナダのアルバータ州にあり、カナディアン・ロッキー内における最大の国立公園。総面積は10,878平方キロメートル（4200平方マイル）におよぶ。位置的にはバンフ国立公園の北、エドモントンの西にある。
同公園はコロンビア氷原から流れ出す氷河、温泉、湖、滝、山から構成される。公園内に生息するものとしてアメリカアカシカ、トナカイ、ヘラジカ、ミュールジカ、オジロジカ、シロイワヤギ、ビッグホーン、ハイイログマ、アメリカグマ、ビーバー、ロッキー・マウンテン・ナキウサギ、ホーリー・マモット、オオカミ、ピューマ、クズリなどが挙げられる。

## 歴史
この地域でノースウェスト会社(the North West Company)のためにトレーディング・ポスト（en 西部開拓時代の交易所）を運営していたジャスパー・ホーズ(Jasper Hawes)にちなんで、ジャスパーと名づけられた。それ以前はフィッツフュー(Fitzhugh)と呼ばれていた。
1907年9月14日にジャスパー森林公園となり、1930年には国立公園法(National Parks Act)が可決したことで国立公園に昇格される。2006年に訪れた観光客は198万8600人。

### 世界遺産として
同公園は山岳風景、氷河、湖、滝、峡谷、鍾乳洞があり、化石も発見されていることから、1984年にカナディアン・ロッキー山脈自然公園群の一部としてユネスコの世界遺産（自然遺産）に登録された。

## 地形
ノースサスカチュワン川や、アサバスカ川、スモーキー川といった大きな川の源流がジャスパー国立公園内にある。

## 観光

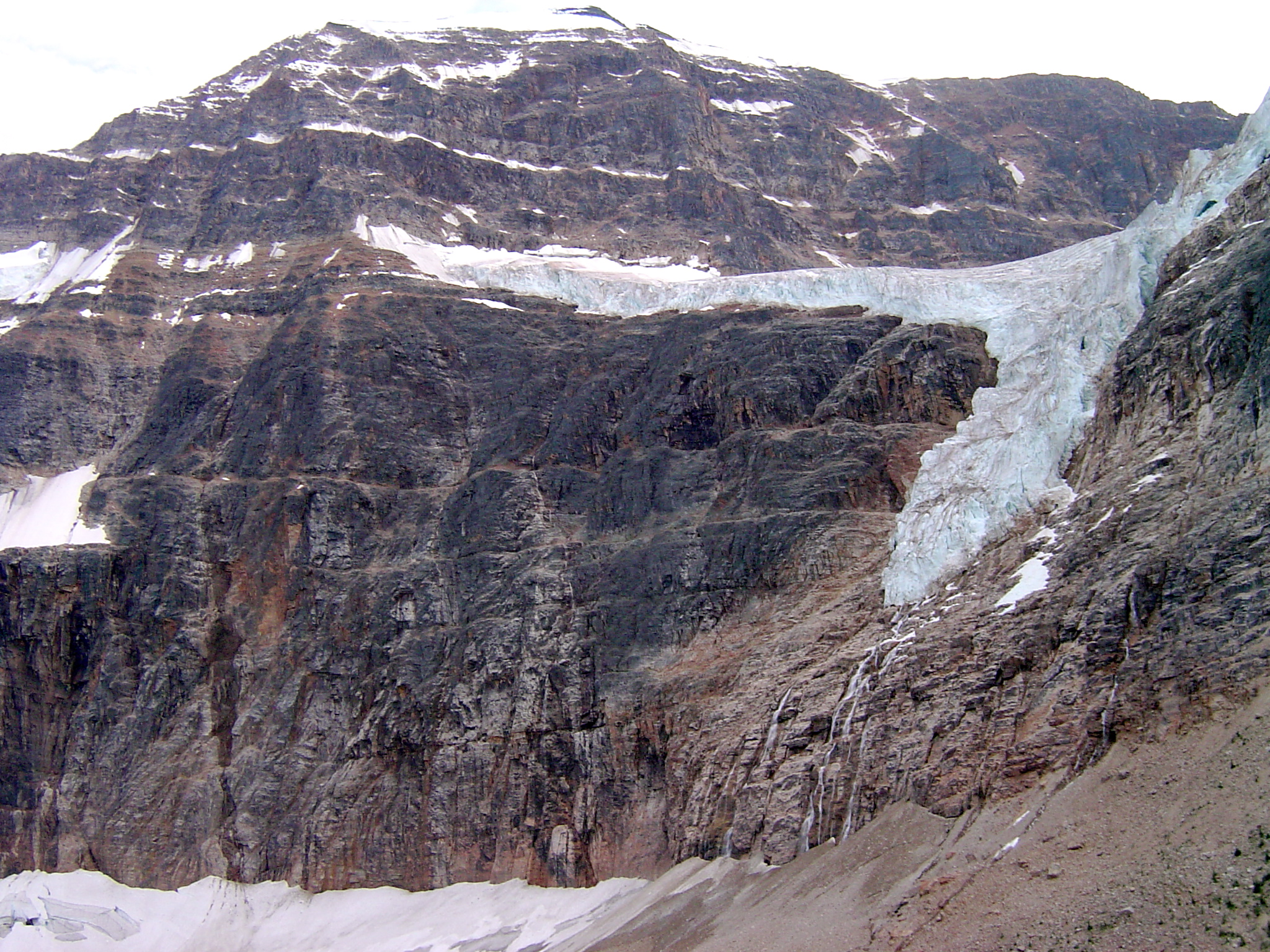
イーディス・キャヴェル山

公園内には写真撮影に適した風景に事欠かない。イーディス・キャヴェル山 (Mount Edith Cavell) （名称はイーディス・キャヴェルにちなむ）、ピラミッド湖とピラミッド山、マリン湖、メディスン湖、トンキン・バレーなどがあり、夕方の撮影に適しているマリン湖以外は、日の出の撮影が最も適しているとされる。
マーモット・ベイスンのスキー場、バスのサイズのスノーモービルであるスノコーチ(Snocoach)で行くアサバスカ氷河ツアー、コロンビア氷原の支流、アサバスカの滝、マリン湖、ウィスラーまでロープウェーであるジャスパートラムウェイがあるほか、ハイキング、釣り、野生動物観察、ラフティング、カヤック、キャンプなど数え切れないアウトドア・レクリエーションが楽しめる。公園の北東の入り口近くには、ミエッテ温泉がある。

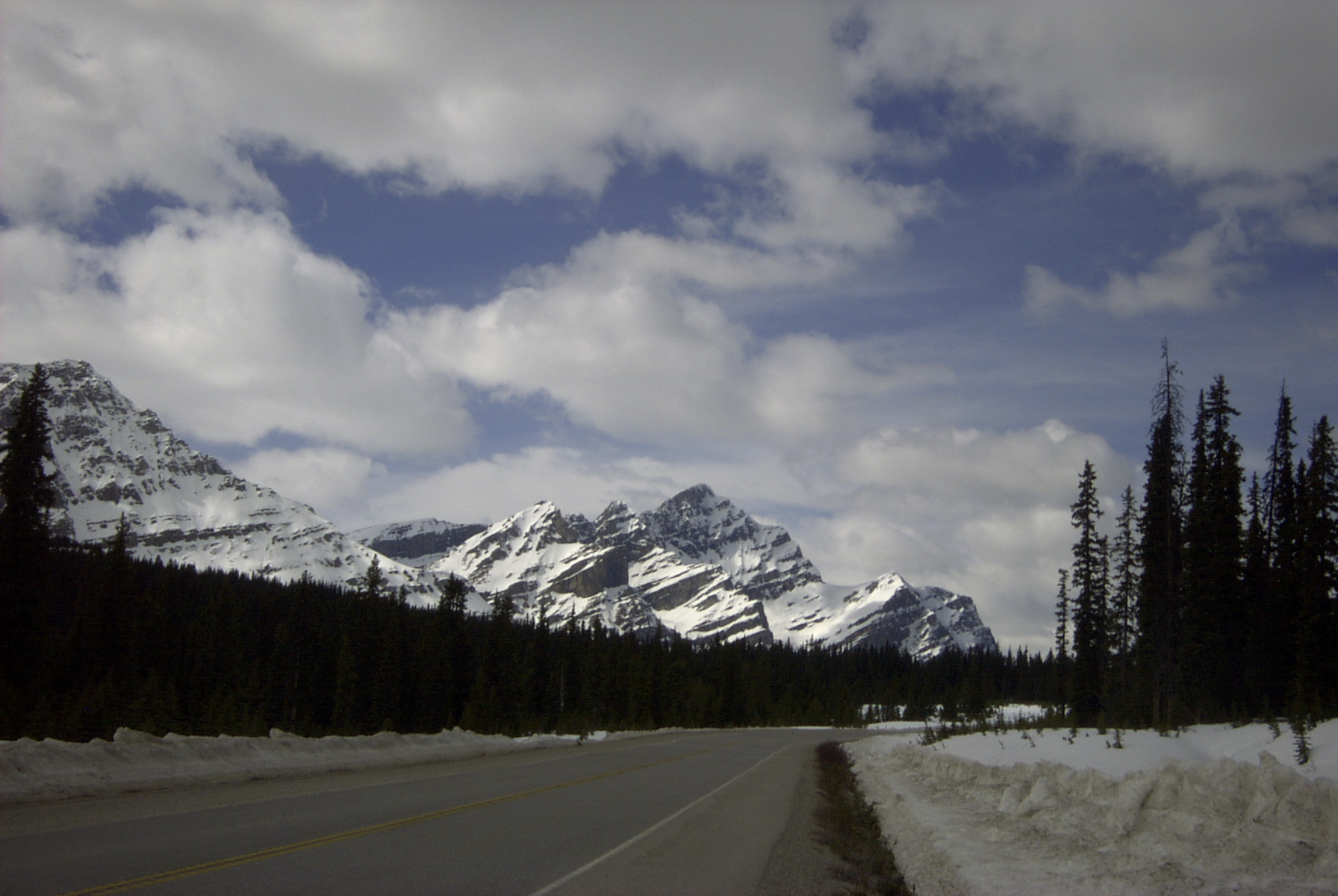
アイスフィールド・パークウェー

最も素晴らしい観光としてはアイスフィールド・パークウェー(en:Icefield Parkway)が挙げられる。これは同じくアルバータ州にあるバンフ国立公園のレイク・ルイーズとジャスパーを繋ぐ230キロの高速道路である。この道路はロッキー山脈分水界と平行に走っており、車やオートバイから素晴らしい山を眺めることができる。
2014年5月、グレイシャー・スカイウォーク（Glacier Skywalk）というアトラクションがオープンした。

## 周辺
- アブラハム湖（英語版） - 冬季には青白く輝く氷の泡が見られる[4]。
- サンワプタ峠

## 外部サイト
- パークスカナダ ジャスパー国立公園 （英語）
- ジャスパー国立公園開設100周年記念サイト （英語）
- ユネスコ世界遺産リスト・カナディアン・ロッキー山脈自然公園群 （英語）